# Mendoza Cove
Die Mendoza Cove (englisch; bulgarisch залив Мендоса saliw Mendosa) ist eine 1,65 km breite und 680 m lange Bucht an der Südküste von Elephant Island im Archipel der Südlichen Shetlandinseln. Sie liegt östlich des Muckle Bluff in einer Entfernung von 7,7 km westlich des Walker Point.
Britische Wissenschaftler kartierten sie zuletzt 2009. Die bulgarische Kommission für Antarktische Geographische Namen benannte sie im April 2021 nach dem spanischen Astronomen und Mathematiker José de Mendoza y Ríos (1761–1816), der den Reflektionskreis, einen Vorläufer des Repetitionskreises, weiterentwickelt hatte.